# Citadellet
La Citadellet (Citadelle) était une forteresse norvégienne du XIXe siècle. Le dernier jour d’activité militaire a eu lieu en 1970. Le fort a été démoli en 1971.
La Citadellet était destinée à protéger la base navale de Karljohansvern de la Marine royale norvégienne à Horten. Karjohansvern a été la base principale de la Marine royale norvégienne de 1819 à 1963. La forteresse a été construite entre 1848 et 1851. Son architecte était Christian Heinrich Grosch (1801-1865). Le fort a été établi en conjonction avec la forteresse de Norske Løve qui a été construite entre 1852 et 1859. Des plans spécifiques pour la conception des deux fortifications ont été achevés pour la première fois au milieu des années 1830, basés sur des conceptions en grande partie commencées dans les années 1820. On s’attendait à ce que les forts assument un rôle clé en tant que défenseur de la flotte et défense contre les attaques venues de la mer,.

## Gallery

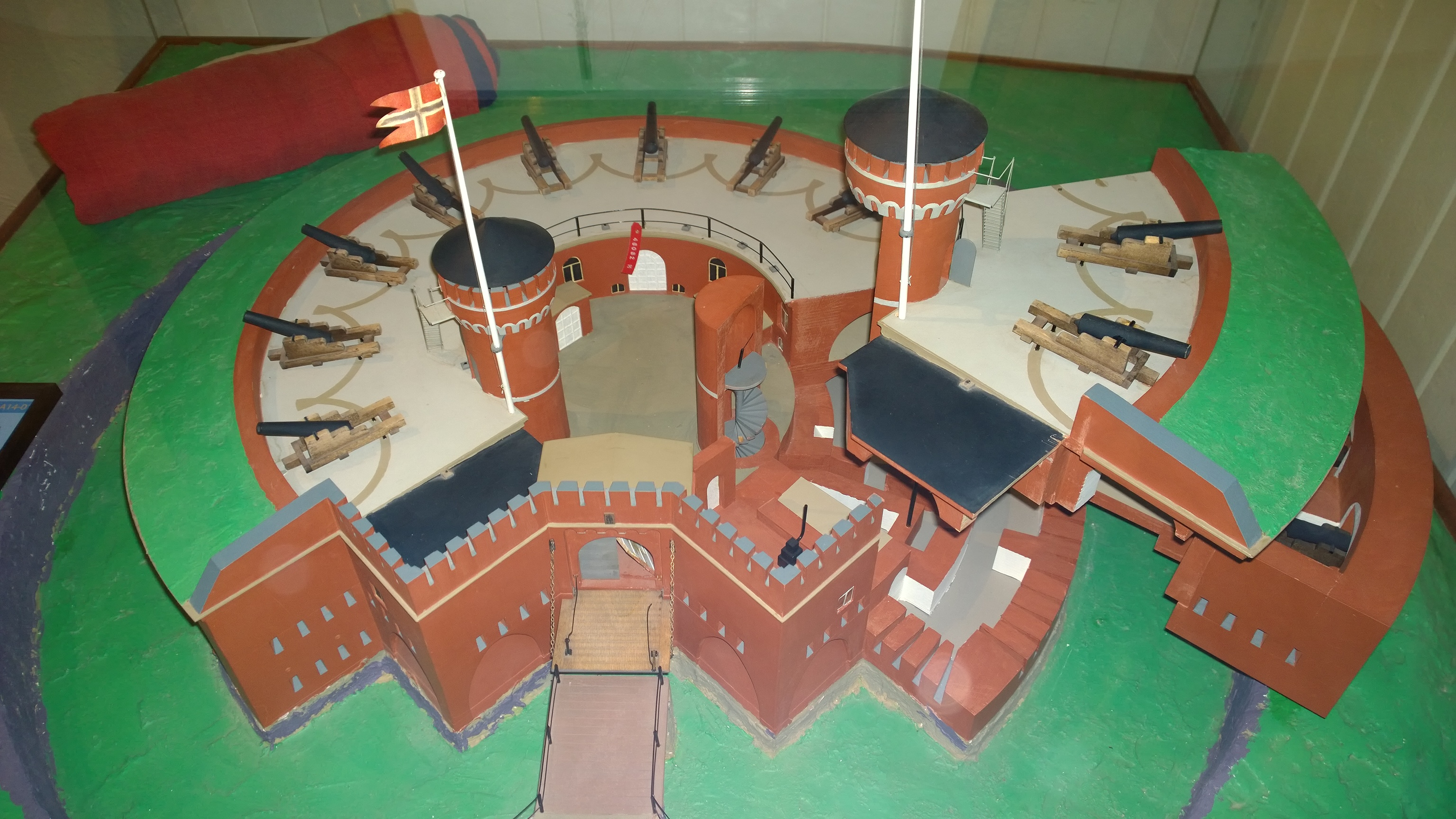
Maquette de Citadellet
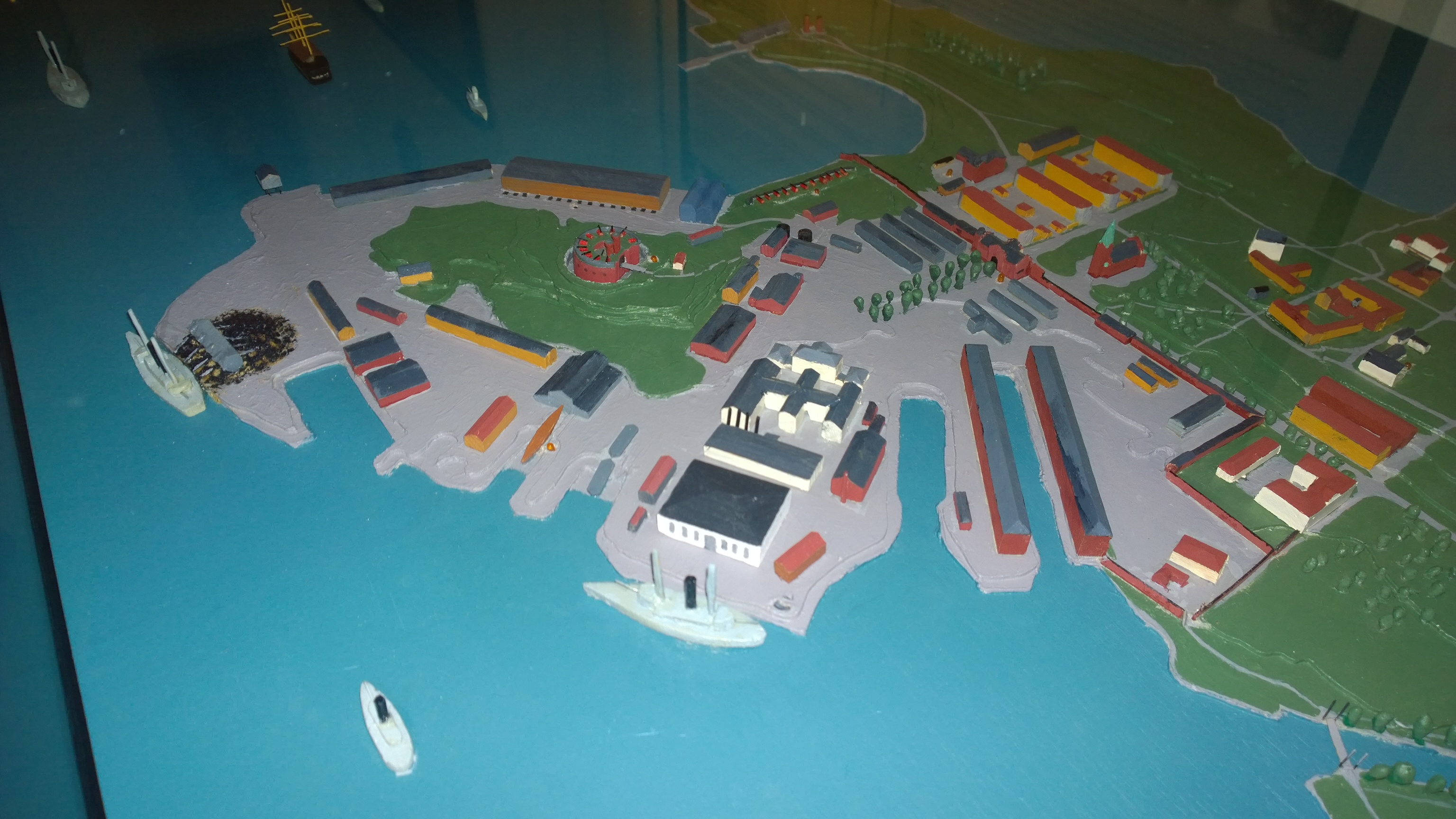
Maquette de Karljohansvern